# NGC 6147
NGC 6147 est une galaxie spirale située dans la constellation d'Hercule. Sa vitesse par rapport au fond diffus cosmologique est de 8 704 ± 8 km/s, ce qui correspond à une distance de Hubble de 128,4 ± 9,01 Mpc (∼419 millions d'al). NGC 6147 a été découverte par le physicien irlandais George Stoney en 1849.